# تئاتر ویندهام
تئاتر ویندهام (انگلیسی: Wyndham's Theatre) یک سالن نمایش در لندن، انگلستان است.
این سالن تئاتر که در خیابان سنت مارتین کورت قرار دارد در سال ۱۸۹۹ میلادی تأسیس شده و جزئی از تئاتر وست اند محسوب می‌شود. تئاتر ویندهام دارای ۷۵۹ نفر ظرفیت می‌باشد.